# Milan Čuda
Milan Čuda (Prága, 1939. szeptember 22. –) olimpiai ezüstérmes csehszlovák válogatott cseh röplabdázó.

## Pályafutása
Az 1964-es tokiói olimpián ezüstérmet szerzett válogatott tagja volt. Két mérkőzésen szerepelt a tornán.

## Sikerei, díjai
- Olimpiai játékok
  - ezüstérmes: 1964, Tokió